# باميلا أندرسون
باميلا أنديرسون (بالإنجليزية: Pamela Anderson)‏ هي ممثلة ومنتجة وهي عارضة أزياء كندية، ولدت عام 1967 في كندا. وهي إحدى أشهر فتيات مجلة البلاي بوي. وهي طليقة الموسيقي الأمريكي تومي لي (بالإنجليزية: Tomy lee)‏.

## نشأتها
بعد التخرج من المدرسة الثانوية في عام 1985، انتقلت باميلا إلى فانكوفر وعملت مدربة للياقة البدنية. خلال صيف 1989، ثم ذهبت اندرسون مع صديقاتها إلى ملعب كرة القدم لمتابعة المباراة في مرحلة ما خلال المباراة كانت تظهر على شاشة الملعب وهي ترتدي التي شيرت الخاص بها، مما أدى إلى حشد يهتف إلى باميلا ذات 21 عاما. بعدها نقلت إلى الميدان للحصول على تصفيق من الجمهور وعرضت عليها عقد موافقة تصوريها من قبل مجلة البلاي بوي ووافقت باميلا على الفور في أواخر عام 1989.

## حياتها المهنية
ظهرت للمرة الأولى في تشرين الأول / أكتوبر 1989 وفي هذه المرحلة بدأت مشوارها الفني، وقد قررت العيش في لوس انجليس لمواصلة مشوارها وطموحاتها وقالت إنها أصبحت أشهر عارضة لمجلة بلاي بوي عندما اختيرت أيضا لتكون على غلاف المجلة في شهر شباط / فبراير 1990 ومنذ ذلك الحين ظهرت في بلاي بوي عدة مرات في أوئل التسعينات.

## العمل الخيري والنشاطي
باميلاأندرسون نباتية، لأنها تدافع عن حقوق الحيوان وعضو نشط في حماية حقوق الحيوانات من منظمة، الناس من اجل المعاملة الاخلاقية للحيوانات وتشارك في عدة حملات لحقوق الحيوان. وقالت إنها أصبحت نباتية لها في وقت مبكر في سن المراهقة عندما شاهدت والدها يذبح حيوان. حصلت على جائزة ليندا مكارتني للمحافظين على حقوق الحيوان.

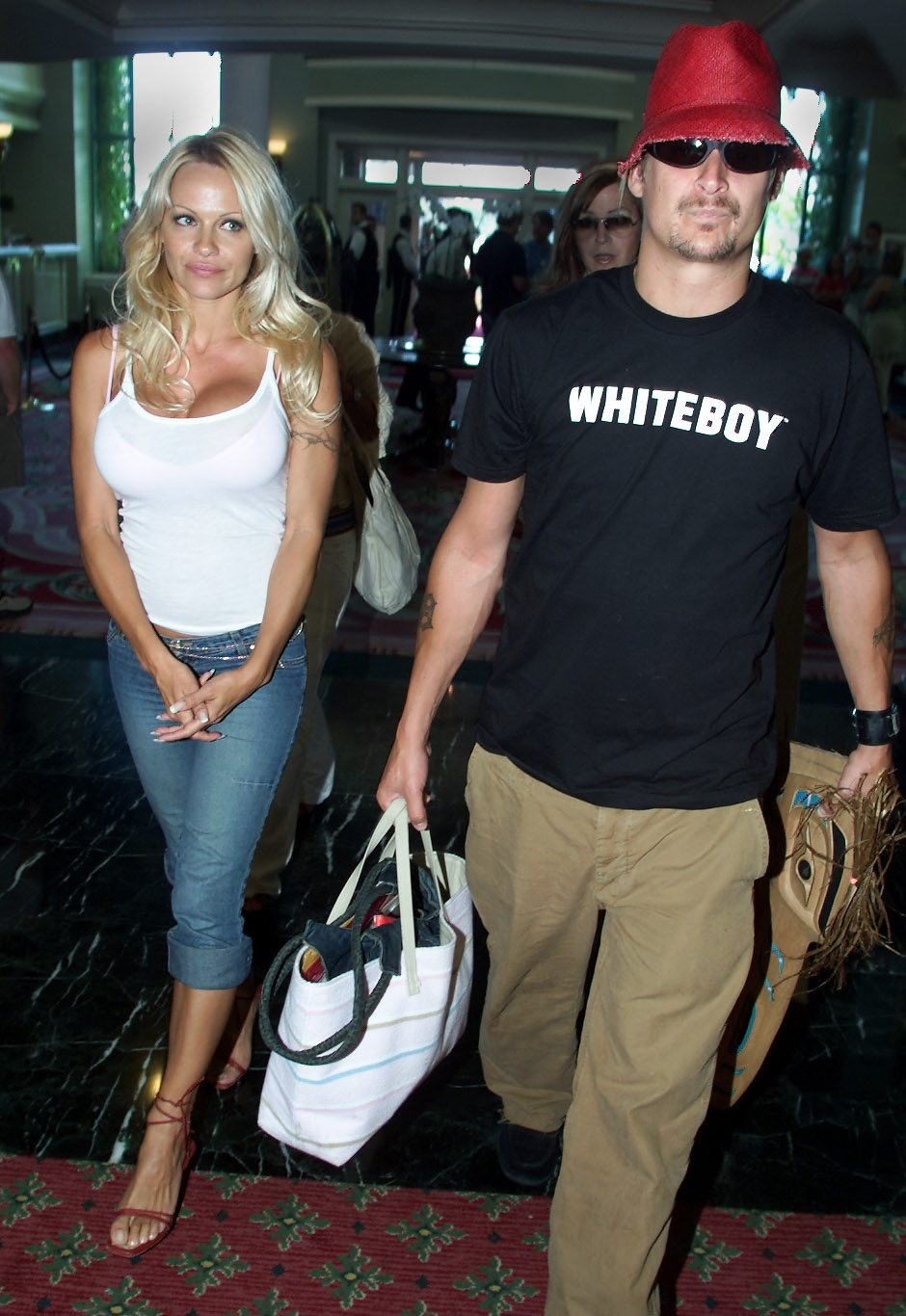
باميلا وكيد روك في عام 2003

## الأعمال

### الأفلام
| السنة | العنوان                           | الدور                       |
| ----- | --------------------------------- | --------------------------- |
| 1991  | الاستيلاء على بيفرلي هيلز         | مشجعة                       |
| 1993  | سنابدراغون                        | فيليسيتي                    |
| 1994  | العدالة الخام                     | سارة                        |
| 1995  | فيلم بايواتش: الجنة المحرمة       | كيسي جين باركر / سي جيه     |
| 1996  | أسلاك شائكة                       | باربرا كوبيتسكي / بارب واير |
| 1996  | أرواح عارية                       | بريت                        |
| 2002  | سكوبي دو                          | نفسها                       |
| 2003  | فيلم مخيف 3                       | بيكا                        |
| 2003  | بولي شور مات                      | نفسها                       |
| 2005  | لا قواعد                          | نفسها                       |
| 2006  | بورات                             | نفسها                       |
| 2008  | أشقر وأشقر                        | دي تويدل                    |
| 2008  | سوبر هيرو موف                     | الفتاة الخفية               |
| 2010  | صيف كوستاريكا                     | نفسها                       |
| 2010  | هوليوود والنبيذ                   | جينيفر ماري                 |
| 2010  | المسافرة جوليا                    | ضيفة في الفندق              |
| 2013  | مطرقة هوائية                      | معجبة                       |
| 2015  | ماذا يفعل الرجال! 2               | نفسها                       |
| 2015  | متصل                              | جاكي                        |
| 2016  | حديقة الشعب                       | سيغن                        |
| 2016  | لا تكن غبيًا                       | جاكي                        |
| 2017  | باي ووتش                          | كيسي جين باركر / سي جيه     |
| 2017  | المعهد                            | آن ويليامز                  |
| 2017  | SPF-18                            | نفسها                       |
| 2018  | نيكي لارسون وعطر كيوبيدون         | جيسيكا فوكس                 |
| 2022  | وحدي في الليل                     | الشريف رودجرز               |
| 2024  | آخر فتاة استعراض                  | شيلي غاردنر                 |
| 2025  | السلاح العاري 444¼: قانون المتانة | بيث                         |

### المسلسلات
- أيام حياتنا (cast member in 1992)
- 8 قواعد بسيطة (2005)

### مجلة البلاي بوي
- Playboy's Playmate Review Vol. 7 June 1991 - cover.
- Playboy's Nudes December 1991 - cover.
- Playboy's International Playmates January 1992.
- Playboy's Girls of Summer '92 June 1992.
- Playboy's Calendar Playmates November 1992 - cover.
- Playboy's Girls of Summer '93 June 1993 - pages 6–7, 44.
- Playboy's Wet & Wild Women July 1993.
- Playboy's Video Playmates September 1993.
- Playboy's Book of Lingerie Vol. 33 September/October 1993.
- Playboy's Book of Lingerie Vol. 34 November/December 1993.
- Playboy's Book of Lingerie Vol. 35 January 1994.
- Playboy's Book of Lingerie Vol. 36 March 1994.
- Playboy's Playmates in Paradise March 1994 - pages 38–43.
- Playboy's Book of Lingerie Vol. 37 May 1994.
- Playboy's Girls of Summer '94 June 1994.
- Playboy's Book of Lingerie Vol. 38 July 1994.
- Playboy's Nudes November 1994.
- Playboy's Hot Denim Daze May 1995 - page 15.
- Playboy's Nude Celebrities July 1995 - cover.
- Playboy's Pamela Anderson May 1996 - cover.
- Playboy's Nude Celebrities March 1997 - cover.
- Playboy's Sexy 100 February 2003 - cover.

## روابط خارجية
- باميلا أندرسون على موقع IMDb (الإنجليزية)
- باميلا أندرسون على موقع ميتاكريتيك (الإنجليزية)
- باميلا أندرسون على موقع الموسوعة البريطانية (الإنجليزية)
- باميلا أندرسون على موقع روتن توميتوز (الإنجليزية)
- باميلا أندرسون على موقع مونزينجر (الألمانية)
- باميلا أندرسون على موقع قاعدة بيانات الأفلام العربية
- باميلا أندرسون على موقع ألو سيني (الفرنسية)
- باميلا أندرسون على موقع ميوزك برينز (الإنجليزية)
- باميلا أندرسون على موقع أول موفي (الإنجليزية)
- باميلا أندرسون على موقع قاعدة بيانات برودواي على الإنترنت (الإنجليزية)